# Триперстка мадагаскарська
Триперстка мадагаскарська (Turnix nigricollis) — вид сивкоподібних птахів родини триперсткових (Turnicidae).

## Поширення
Вид поширений на Мадагаскарі. Трапляється на більшій частині острова на луках, полях, степах, плантаціях. Завезений на Сейшельські острови і Маврикій. Також є популяція на острові Реюньйон, хоча невідомо чи вона природна, чи завезена.

## Опис
Птах завдовжки 13-16 см, вагою 60-84 г. Зовні схожі на перепілок. Оперення рябе, сіро-коричневе. На голові від дзьоба до шия проходять 5 білих смуг. У самиць чорне горло та світло-коричневе передпліччя.

## Спосіб життя
Наземний птах. Активний вдень. Трапляються парами або групами до дванадцяти птахів. Живляться насінням та комахами. Репродуктивний сезон на Мадагаскарі припадає на період з серпня до лютого, а на Реюньйоні розмноження спостерігається круглорічно. Пари живуть моногамно. Гніздо будується на землі у високій траві. У гнізді 3-4 яйця. Насиджує самець. Інкубація триває 13-16 днів. Пташенята доглядаються батьками близько чотирьох тижнів, поки не стають самостійними.